# Marcos 12

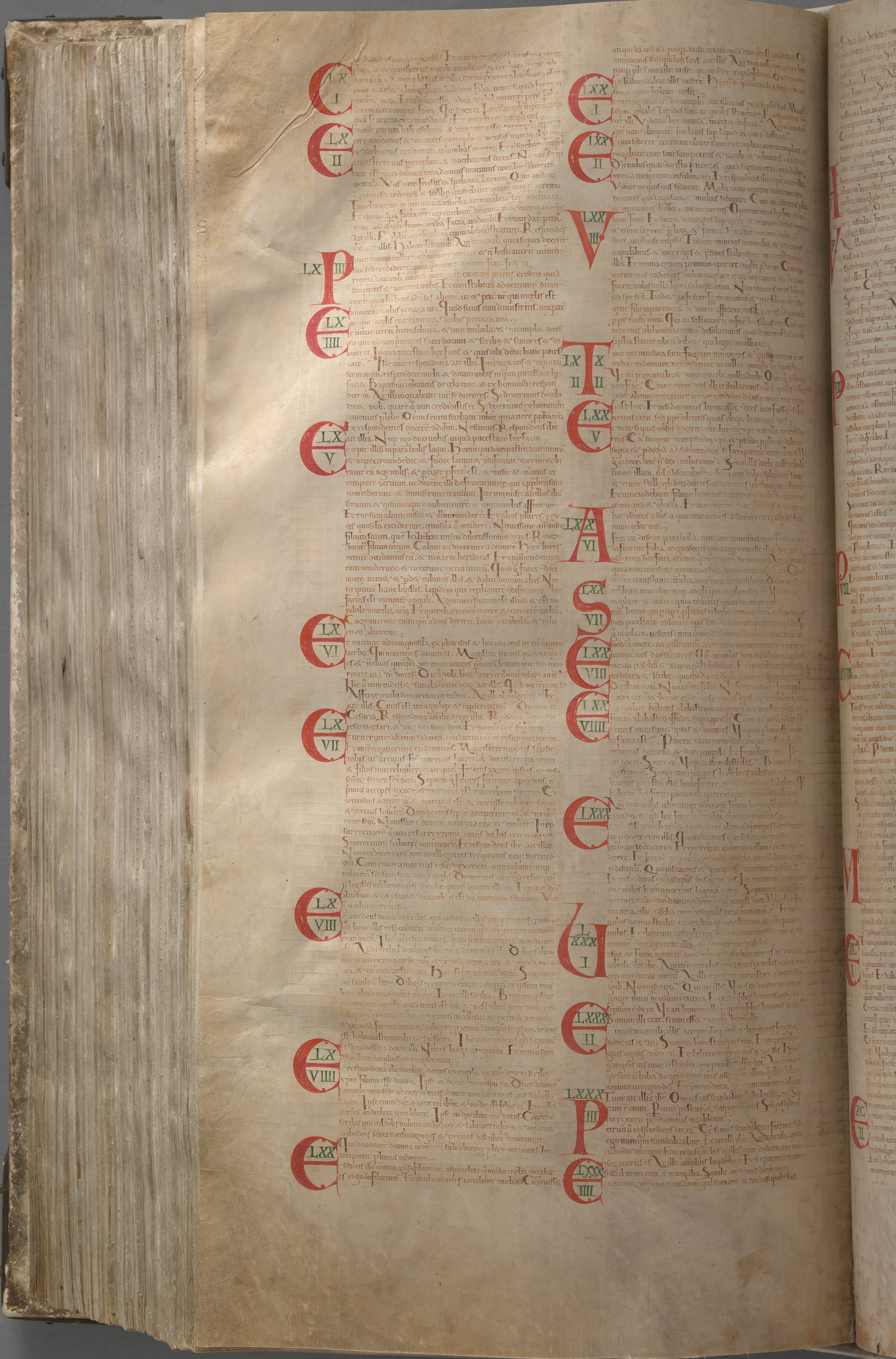
Texto latino de Marcos 11:10-14:32 en el Códice Gigas

Marcos 12 es el duodécimo capítulo del Evangelio de Marcos del Nuevo Testamento de la Biblia cristiana. Continúa la enseñanza de Jesús en el Templo de Jerusalén, y contiene la parábola de los viñadores homicidas, la discusión de Jesús con los fariseos y herodianos sobre pagar impuestos al César, y el debate con los saduceos sobre la naturaleza de las personas que serán resucitadas al final de los tiempos. También contiene el  mayor mandamiento de Jesús, su discusión sobre la relación del mesías con el rey David, la condena de los maestros de la ley y su elogio de la ofrenda de una viuda pobre.
En el contexto de la cronología de Marcos, estos acontecimientos, que continúan desde el desafío a la autoridad de Jesús en Marcos 11:27-33, tienen lugar durante su tercera visita al templo, tradicionalmente identificada con el Martes Santo. 

## Texto
El texto original fue escrito en griego koiné. Este capítulo está dividido en 44 Versículos.

### Testigos textuales
Algunos manuscritos antiguos que contienen el texto de este capítulo son:
- Codex Vaticanus (325-350; completo)
- Codex Sinaiticus (330-360; completo)
- Codex Bezae (~400; completo)
- Codex Alexandrinus (400-440; completo)
- Codex Ephraemi Rescriptus (~450; Versículos 1-29 existentes)

## La resurrección y el matrimonio

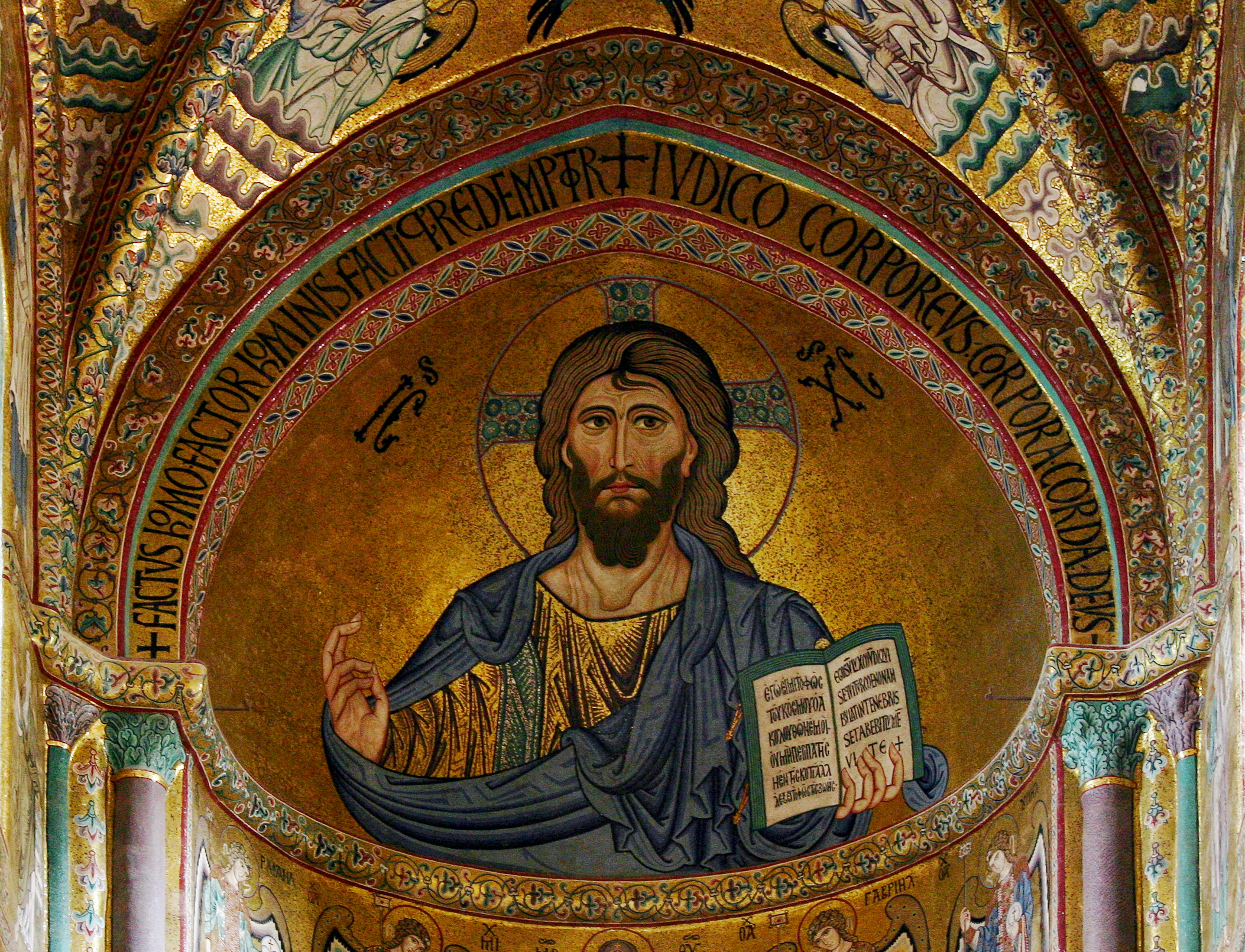
Christus Pantokrator, ábside de la catedral de Cefalù